# Emmanuel Eni

Emmanuel Eni, 2015

Emmanuel Eni - Künstlername Blackman in European kitchen - (* 1967 in Igbanke in Nigeria) ist ein nigerianischer, deutscher Maler, Bildhauer, Poet und Multimediakünstler. Seine Werke umfassen gemalte Bilder, Skulpturen, Performances, sowie Poesie und multimediale Installationen.

## Biographie
Eni studierte Kunst am Igbobi College in Lagos, an der Polytechnischen Universität Auchi und an der Universität von Benin.
International stellte Eni auf der Biennale d’art contemporain de Lyon, der Biennale in Dakar (Dak’Art) und parallel an der documenta 12 in Kassel aus. Zudem ist er als Dozent in privaten und öffentlichen Einrichtungen tätig.
Eni gilt als einer der herausragenden zeitgenössischen Künstler Afrikas und der westlichen Welt. Der Guardian beschreibt seine Arbeit als Ikonoklast von ungewöhnlichen Proportionen.
Er ist Erfinder und Patenthalter von New LightPaintings Art, der Philosoph von der These contemorary art - der Vereinigung aller Kunstaspekte - Autor und Performer von Blackman in European Kitchen und gilt auch als der „Bildhauer der Elefanten“.

## Bekannte Skulpturen
Emmanuel Eni schafft Skulpturen in Bronze und Terrakotta. In jüngster Zeit hat es sich auf die Verwendung von recyceltem und häufig verwendeten Materialien konzentriert. Ein berühmtes Werk war „Elephant“. Der Elefant repräsentiert für den Künstler die Mutter aller Tiere und das größte Tier des Landes. Eni behauptet, dass ohne Elefanten die Natur nicht mehr existieren wird.
Die Skulptur erhielt aufgrund ihrer Form, Größe und Farbe in der Öffentlichkeit große Aufmerksamkeit. Sie bestand aus Beton und wurde innen von Eisen und Stahl getragen. Der Elefant, dessen Hautfarbe aus den Tönen der Erdfarben bestand, wirkte so, als wäre er gerade einem Schlammbad entstiegen.
Nach der Ausstellung sollte die 20 Tonnen schwere Skulptur einem noch zu gründenden Skulpturenpark übergeben werden. Da dieser nicht entstand und keine andere Verwendung gefunden werden konnte, zerstörte Eni die Skulptur in einer Live-Performance am 23. September 2006.

## Ausgewählte Ausstellungen/Installationen/Performance Aktivitäten seit 2013
- Hope of love, Ausstellung von Bildern und Skulpturen MAKKultur Marktredwitz 2021
- THE BOOM[3], Ausstellung von Bildern  und Skulpturen, Fichtelgebirgshalle Wunsiedel 2021, Bayern, Deutschland.
- Strahlkraft des Bildes, Skulpturen und Bilder, Schwarzenbach an der Saale, Bayern, Deutschland
- Haske Zanen, Skulpturen, Performance und New-Light-Painting-Kunst. Thought pyramid Galerie Abuja, und Deutsche Botschaft Abuja, Nigeria[4]
- Art Merchant, Skulpturen und Bilder, Nigerianisches Nationalmuseum, Lagos, Nigeria
- Verschiedene Dozentenaktivitäten in Skulptur, Installation, audiovisueller Performance und Literatur
- Blattgeist-Totem, 7 m hohe Holzskulptur Bildhauersymposium Syke, Bremen (Douglasie, Terrakotta, Spiegelglas, 2011)
- Blackman in European Kitchen, ICD Institut für Kulturdiplomatie Berlin
- Ear as a long road, poetische Performance, Berlin, Poetry Festival Lyricline
- Gewissen und Grenzen, Installation „Israel und Palästina“ und Wissen ist Macht – SAVVY Contemporary, Berlin
- Ausstellung, Performance Israel und Palästina Schlachtfelder zum 250. Jahrestag der Schlacht bei Minden, Minden
- Black History month, Afrika Reflexion – Skulpturen und Bilder, Amerika Haus, Berlin
- 2nd African Legend Performance, poetische musikalische Tanz-Performance, Amerikahaus, Berlin
- ARESUVA 1., Afrikanischer Regionalgipfel für visuelle Künste, Eröffnung, Abuja, Nigeria
- Gastdozent Bildhauerei und Neue Medien/Performance, Kunsthochschule Berlin-Weißensee, Berlin, Deutschland
- Africanize Installation, Grassimuseum, Sächsische Ethnographische Sammlungen, Leipzig
- Africanize Installation, KUNSTBANKEN Museum Hamar, Norwegen
- Blackman in European Kitchen, Installation/Performance, Goethe-Institut, Lagos, Nigeria
- CharacterLAGOStika, Goethe-Institut, Lagos, Nigeria
- Death of the curator, Installation/Performance, documenta 12, Kassel, Deutschland
- CrossCulture, Installation/Performance, Goethe-Institut, Dakar, Senegal
- Veröffentlichung Death of the curator, Drama. E.N.I Publishers Berlin
- Gruppenausstellung Black Paris, afrikanische Position der zeitgenössischen Kunst in der Diaspora. Paris, Frankreich und Iwalewahaus, Bayreuth, Deutschland
- Blackman in European kitchen, Performance Iwalewahaus, Bayreuth
- Israel and Palestine, Installation/Performance Dakart '06 Biennale zeitgenössische Kunst, Dakar Senegal
- Junking of the Elephant, Zertrümmerung der 20 Tonnen schweren Elefanten-Skulptur vor Publikum als Live-Intervention für die Ökologie und Natur[2]
- Death of the curator, Installation/Performance, Grassimuseum Leipzig, Sächsische Ethnographie Sammlung, Deutschland[5]
- Gastprofessor Skulptur, Rhode Island School of Design (RISD), USA
- Veröffentlichung Maskuaradeundressing (Gedichte, Erzählungen, Geschichten), CPN-Verlage England
- Water Burns, Ausstellung/Installation über die Nutzung von Wasser im neuen Jahrtausend, Wien, Österreich – Galerie
- History of love, Skulpturen und Gemälde, Galerie im Prater, Berlin
- Making of Elephant (20 Tonnen Denkmal für die Natur) und Leaf (7 Meter hohes Denkmal für die Natur), Stahlbeton
- Characteristics of living things, Park des Colombischlössle, Freiburg im Breisgau
- Parts of Clay, Centre Monroe for the Arts, Hoboken, New Jersey, USA
- Clear Walls, Lisa Parker Fine Art New York, USA
- Parables, Nigerianisches Nationalmuseum, Lagos, Nigeria
- Creation Story, Albertus-Magnus-Haus, Freiburg im Breisgau
- Drawing School, University of Lagos, Nigeria

## Bibliografie
- Masqueradeundressing.  CPN Publishers 2005.
- Death of the curator. Berlin 2007.
- Death of the curator installation
- elephants and new – light paintings (Ausstellung vom 19. August bis 9. Oktober 2011, Galerie Schwartzsche Villa, Hrsg.: Bezirksamt Steglitz-Zehlendorf, Kulturamt. Projektmitarbeiter: Anja Braun, Stefan Martinkat)
- the Art of Blackman in European kitchen. 2017.
- Fallandstand
- Brightness of the picture  - The art of Blackman in European kitchen
- Kindonkind. 2021. ISBN 9783-00-068028-1.[6]